# Waterloo to Anywhere
Waterloo to Anywhere è il primo album in studio del gruppo rock britannico Dirty Pretty Things, pubblicato nel 2006.

## Tracce
1. Deadwood – 2:28
2. Doctors and Dealers – 3:18
3. Bang Bang You're Dead – 3:33
4. Blood Thirsty Bastards – 3:11
5. The Gentry Cove – 2:32
6. Gin & Milk – 3:06
7. The Enemy – 3:36
8. If You Love a Woman – 3:13
9. You Fucking Love It – 1:54
10. Wondering – 2:54
11. Last of the Small Town Playboys – 3:31
12. B.U.R.M.A. – 3:18